# Kun en Model
Kun en Model (originaltitel Revelation) er en amerikansk stumfilm fra 1924 instrueret af George D. Baker.

## Medvirkende
- Viola Dana som Joline Hofer
- Monte Blue som Paul Granville
- Marjorie Daw som Brevoort
- Lew Cody som Adrian de Roche
- Frank Currier
- Edward Connelly som Augustin
- Kathleen Key som Madonna
- Ethel Wales
- George Siegmann